# Brienz BE
| BE ist das Kürzel für den Kanton Bern in der Schweiz. Es wird verwendet, um Verwechslungen mit anderen Einträgen des Namens Brienz zu vermeiden. |

Brienz [briənt͡s], in der berneroberländischen Ortsmundart Briens [briəns], ist eine Einwohnergemeinde im Schweizer Kanton Bern. Sie gehört zum Verwaltungskreis Interlaken-Oberhasli.

## Name
Der Name Brienz, im Jahr 1146 erstmals als Briens bezeugt, hat sich aus dem keltischen Wort brigantion «Anhöhe» entwickelt. Er bezeichnete wahrscheinlich ursprünglich eine Ansiedlung auf dem heutigen Kirchhügel über dem See.

## Geographie

### Lage
Die Gemeinde Brienz mit einer Fläche von 5492 ha liegt am Ufer des Brienzersees (Bahnhof 566 m ü. M.) und am Fusse des Brienzer Rothorns (2350 m ü. M.). Sie dehnt sich vom Brienzergrat im Norden über den tiefsten Punkt (Seespiegel 564 m ü. M.) bis zur höchsten Erhebung Schwarzhorn (2928 m ü. M.) südlich des Sees aus und grenzt an acht Nachbargemeinden sowie die Kantone Luzern und Obwalden. Auf dem Brienzer Rothorn befindet sich ein Dreikantonseck zu den Kantonen Luzern und Obwalden ().
Zur Gemeinde gehören fünf Alpweiden: Rotschalp (1698 m ü. M.), Planalp (1544 m ü. M.), Hinterburg (1530 m ü. M.), Axalp (1706 m ü. M.) und Tschingelfeld (1767 m ü. M.).
Auf Rotschalp steht eine Messstation des Eidgenössischen Instituts für Schnee- und Lawinenforschung Davos auf einer Höhe von 1870 m ü. M.

### Naturgefahren
Das Dorf liegt grösstenteils auf dem Schuttkegel des Trachtbachs. Schon nach einer Katastrophe 1870 war dessen Bachbett befestigt und das Einzugsgebiet aufgeforstet worden. Ein Jahr später erfolgte erneut ein Murgang näher beim See und richtete nun geringeren Schaden an. Der dortige grosse und mehreren Familien gehörende Seegarten westlich der Bachmündung verschwand jedoch im See.
Am Morgen des 23. August 2005 wurde das Dorf vom Alpenhochwasser 2005 durch den Trachtbach und den Glyssibach schwer beschädigt. Zwei Menschen kamen ums Leben, und es entstand ein grosser Sachschaden. Es wurde ein massives Ausleitbauwerk im Mittellauf des Glyssibachs gebaut. Es lässt kleinere Geschiebemengen passieren, grosse Murgänge hingegen werden in die Geländekammer Undersitsch oberhalb des Dorfs umgeleitet. Beim Trachtbach wurde als neue Schutzmassnahme ein Schutzdamm oberhalb des Dorfes gebaut. Die Brücke der Hauptstrasse wurde neu so gebaut, dass sie mittels Ketten seewärts verschoben werden kann, dadurch vergrössert sich der Querschnitt des Bachbettes massiv. Die Brücke beim Gemeindehaus Dindlen wurde durch eine Furtbrücke ersetzt.
Der östlichste Bach ist der Lammbach. Dieser Bach verschüttete Kienholz im Jahr 1499 10 Meter hoch. Laut dem Heimatbuch sind dazu keine Einzelheiten bekannt. Der Lambachkessel war 1850 komplett abgeholzt. 2017 war er zu 40 Prozent wieder aufgeforstet, aber im Lambachgraben lag noch sehr viel Schutt.
Insgesamt bedrohten früher, teilweise auch heute noch, 7 Wildbäche das Dorf. Der Bachtalen beim Ofenbielengraben/Wildbach wurde sogar «Brotbach» genannt: Immer wieder überschwemmte er die Strasse, und so gab es bei der Räumung Arbeit und Verdienst (Brot). Der Milibach mit seinem markanten Wasserfall trat am 1. August 1922 über seine Ufer. Er schwemmte eine Strassenbrücke fort und floss durch den Bahntunnel. Auch beim Unwetter vom 12. August 2024 trat er über die Ufer und verursachte zwei Verletzte und Schäden von über 25 Millionen; 70 Personen wurden evakuiert. Die Gleisanlagen der Zentralbahn wurden auf der Strecke von etwa einem Kilometer stark beschädigt, der Zugverkehr konnte erst im November 2024 wieder aufgenommen werden.
In der Gemeinde gibt es bekannte Lawinenzüge, in alten Zeiten war viel Wald gerodet worden. Immer wieder gab es westlich von Brienz Schneelawinen bis zum See, zuletzt im Januar 2021.
Wie schon in den vergangenen Jahrhunderten ist aus Brandschutzgründen bei starken Winden (Föhnwind) das Rauchen und Feuern jeglicher Art im Freien verboten.

## Bevölkerung
| Jahr      | 1764  | 1850  | 1880  | 1900  | 1930  | 1950  | 1960  |
| Einwohner | 799   | 1'789 | 2'757 | 2'580 | 2'525 | 2'861 | 2'864 |
| Jahr      | 1970  | 1980  | 1990  | 2000  | 2010  | 2020  | 2023  |
| Einwohner | 2'796 | 2'759 | 2'849 | 2'956 | 3'060 | 3'158 | 3'278 |

## Wirtschaft

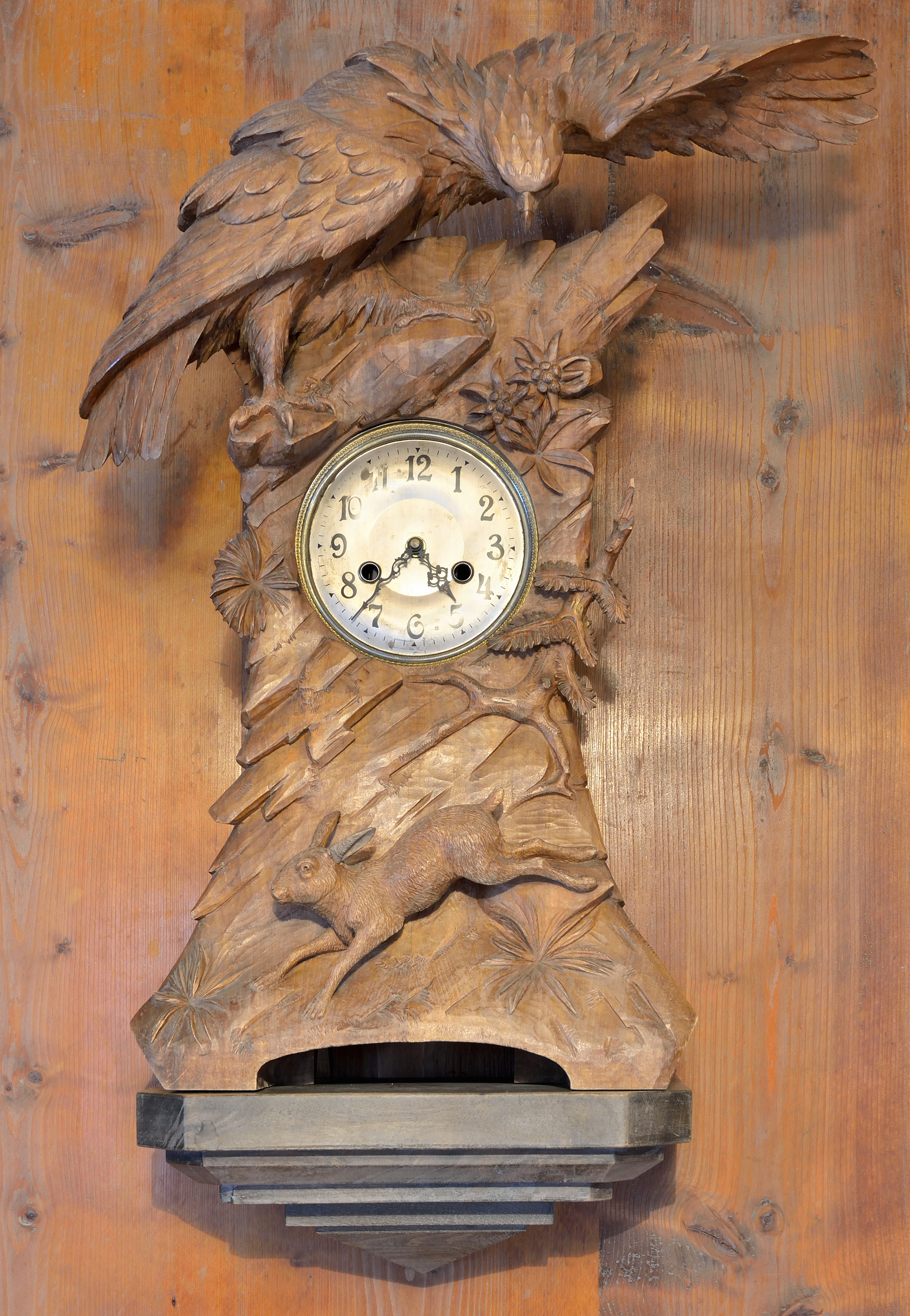
Holzgeschnitzte Uhr, entstanden um 1900 in Brienz

Für Brienz sind der Tourismus und die Holzschnitzkunst von besonderer Bedeutung. Die Tradition der Brienzer Schnitzereien geht auf das Jahr 1816 zurück. Damals zwang eine Hungersnot die Menschen, neue Beschäftigungsmöglichkeiten zu suchen. Geschickte Handwerker wie beispielsweise Christian Fischer (1790–1848) verstanden es, mit dem steigenden Tourismus auch den Verkauf von Holzskulpturen zu verbinden. Aus Gegenständen des täglichen Bedarfs wurden filigrane Kunstwerke entwickelt, die auf Weltausstellungen im späten 19. und frühen 20. Jahrhundert erfolgreich präsentiert wurden. Beispiele für Holzschnitzereien aus Brienz sind Tierskulpturen sowie Gebrauchsgegenstände mit Tierfiguren und die sogenannten Edelweiss-Möbelstücke. Die Schule für Holzbildhauerei ist die einzige Institution in der Schweiz, in der das Holzbildhauerhandwerk erlernt werden kann. Sie wurde 1884 als Schnitzlerschule Brienz gegründet. Seit 1928 ist sie eine Fachschule und Lehrwerkstatt des Kantons Bern. Die 1944 gegründete Geigenbauschule Brienz ist die einzige Fachschule für Geigenbau in der Schweiz.
Immer am Mittwoch und Donnerstag der zweiten Woche im November findet der Briensermärt statt. Sein Ursprung reicht weit zurück, denn bereits 1626 erhielten die Brienzer die hochobrigkeitliche Bewilligung von Schultheiss und Rat der Stadt Bern, jährlich am Verenatag einen Markt abzuhalten. Eine Spezialität ist der quadratische Brienzer-Krapfen. Er wird mit Mus aus gedörrten Birnen und gehackten Baumnüssen gefüllt und mit Zucker und Zimt bestäubt.

## Infrastruktur

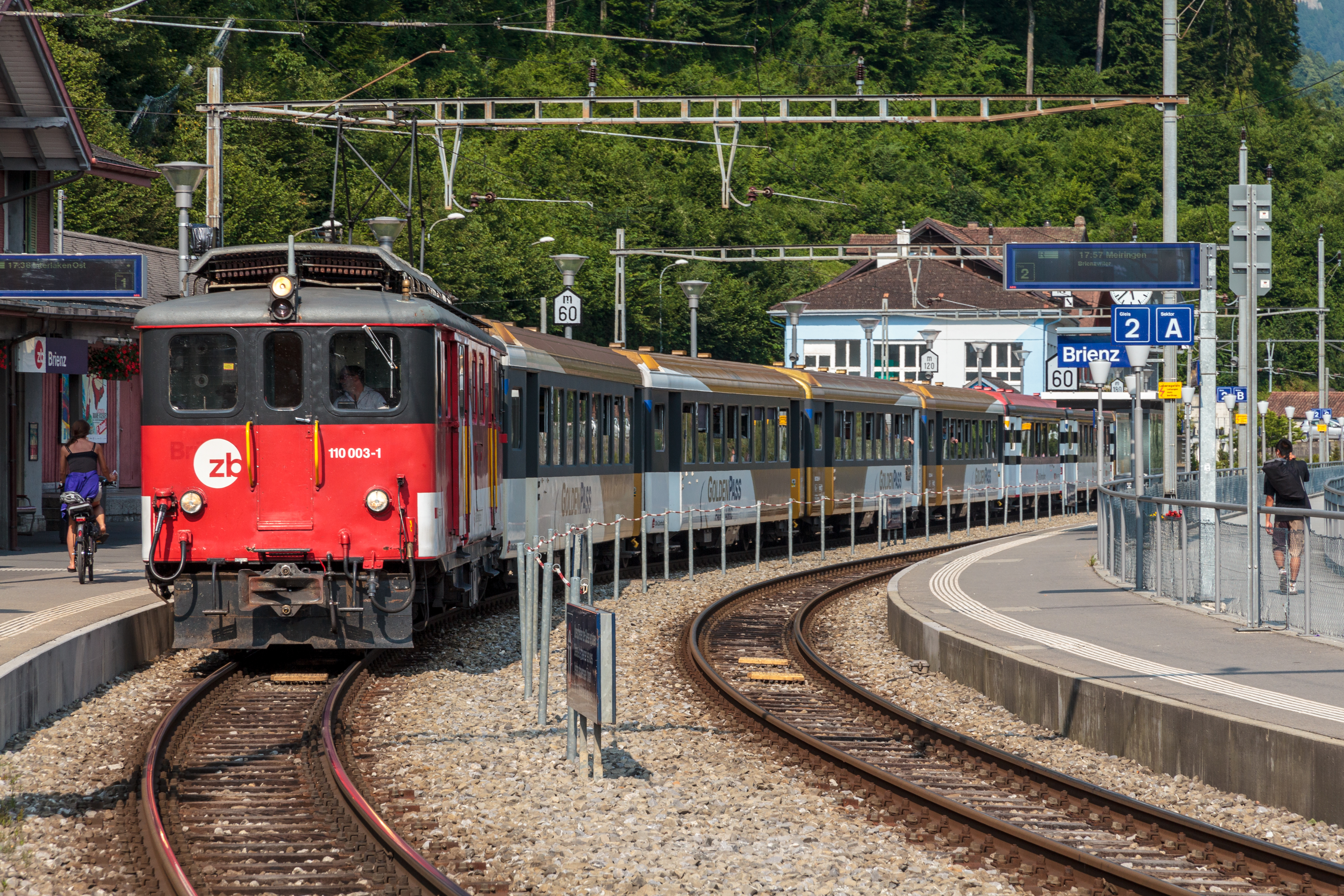
Zug der Zentralbahn mit GoldenPass-Wagen in Brienz (2013)

Brienz liegt an der Brünigbahn zwischen Interlaken und Luzern, die von der Zentralbahn betrieben wird. Vom See her wird Brienz von der BLS Schifffahrt erschlossen. Die Brienz-Rothorn-Bahn fährt von Brienz auf das Brienzer Rothorn.
Von den Postautos werden folgende Strecken erschlossen: Brienz–Schwanden–Hofstetten, Brienz–Brünig und Brienz–Axalp. Seit 1988 besitzt Brienz einen Anschluss an die Autostrasse A8 (Ausfahrt Nr. 29).
Im März 2023 lehnte die Gemeinde in einer Volksabstimmung eine Reduktion der zulässigen Höchstgeschwindigkeit auf der Ortsdurchfahrt von 40 auf 30 km/h ab. Weil es sich aber um eine Kantonsstrasse handelt, wird letztendlich der Kanton darüber entscheiden.
Die Stromversorgung der Gemeinde erfolgt zu einem Drittel durch die gemeindeeigenen Kraftwerke. 1999 konnte die Gemeinde das Giessbach-Kraftwerk kaufen, dazu kommt ein Trinkwasser-Kraftwerk sowie zwei Beteiligungen an solchen Kraftwerken.
1971 wurde die Abwasserreinungsanlage in Betrieb genommen. Diese Anlage wurde 2023 durch einen Neubau ersetzt.

## Geschichte
Eine Besiedlung des Gebietes durch die Alemannen ist seit dem 7. Jahrhundert nachgewiesen. Allerdings deutet der Verlust des intervokalischen -g- im Ortsnamen Brienz (aus keltisch brigantion «Anhöhe») darauf hin, dass dieser Name frühestens im 9. Jahrhundert aus dem Romanischen übernommen worden ist. In der Gegend wurde damals offenbar (auch) noch Romanisch gesprochen. 
Brienz wird 1146 erstmals urkundlich erwähnt. Der am Ostrand des Dorfes gelegene Weiler Kienholz wurde 1353 Tagungsort Berns und der Eidgenossen. Nach einer wechselvollen Geschichte wurde Brienz 1528 Teil des Kantons Bern.
In Brienz wurden die als «Königin der Schifferinnen» bekannt gewordene Elisabetha Grossmann und der Schriftsteller Heinrich Federer geboren.

## Sehenswürdigkeiten
- Seepromenade entlang des Dorfes

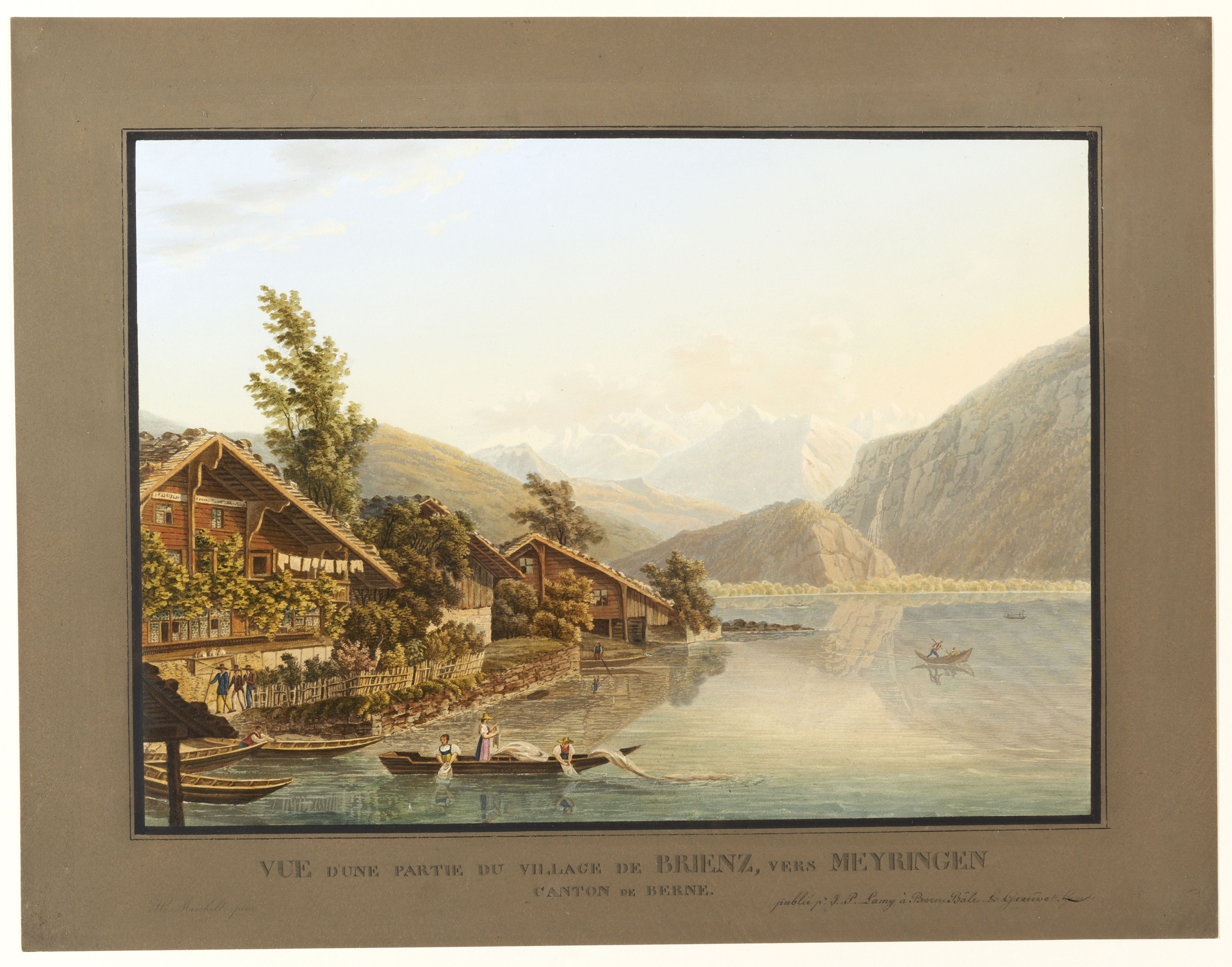
Heinrich Meichelt: Brienz, Ansicht von Nordwesten (Aquarell, um 1830)

- Fahrt mit der Brienz-Rothorn-Bahn auf das Brienzer Rothorn
- Schweizerisches Freilichtmuseum Ballenberg für ländliche Kultur
- verschiedene Holzschnitzereien
- Giessbach mit der ältesten Standseilbahn Europas und dem Grandhotel Giessbach
- Axalp oberhalb des Brienzersees
- Reservate: Giessbachfälle und ihre Umgebung, Jägglis Glunten (Alter Aarelauf)
- Denkmal des Mundartdichters Albert Streich
- Brunngasse
- Wildpark oberhalb des Bahnhofes
- Zu den Sehenswürdigkeiten zählt auch der Briensermärt. 1626 erhielt Brienz die Bewilligung, alljährlich einen Markt durchzuführen. Dieser wurde zunächst am Verenentag (1. September) abgehalten. 1627 verlegte man den Markt auf den 7. September und 1761 auf den zweiten Mittwoch im November.
- Jedes Jahr seit 1988 findet im Sommer auf der Wychelmatten, direkt am See, das Brienzersee-Rockfestival in Brienz statt.[24]

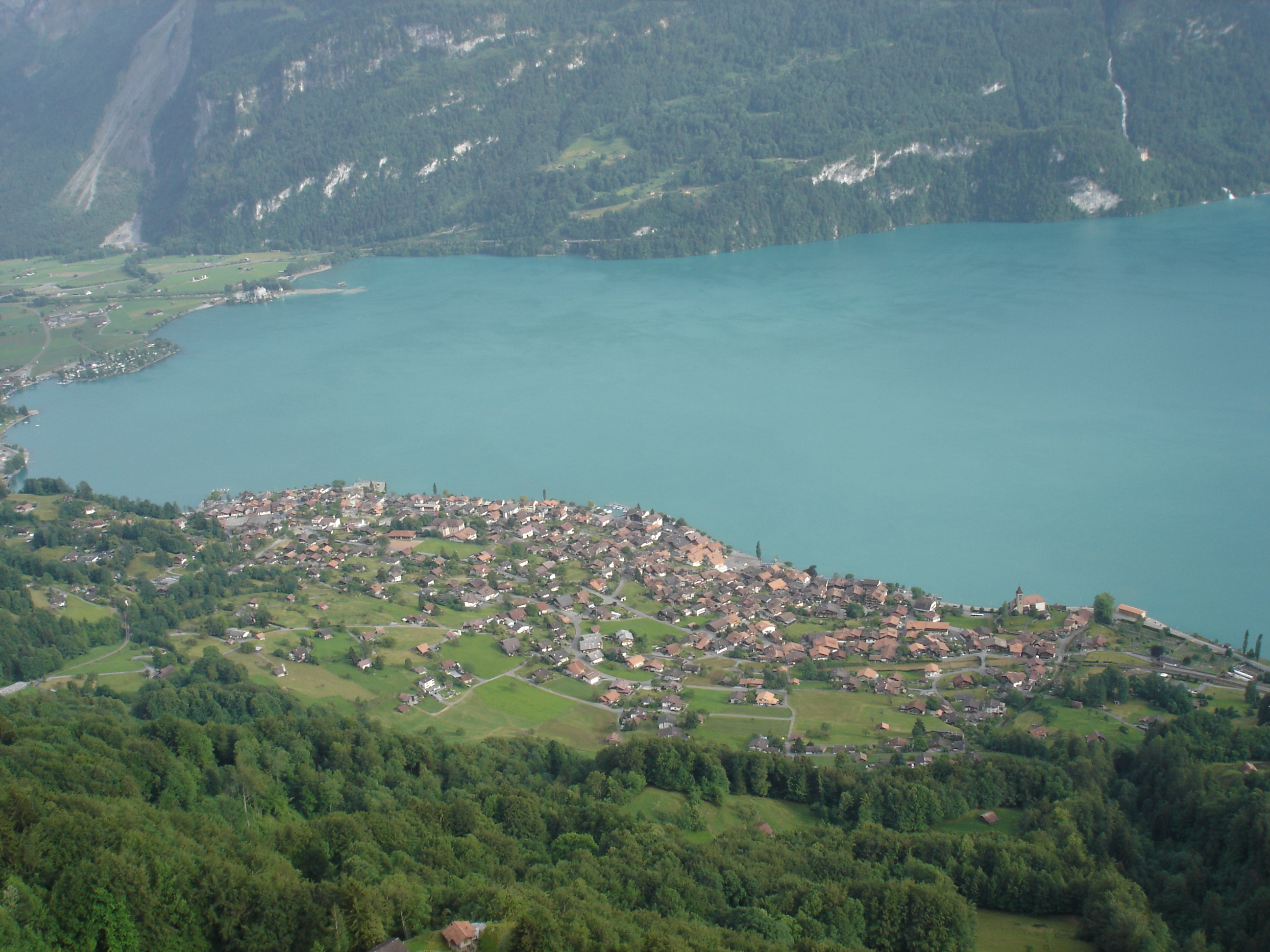
Brienz vom Fluetunnel aus gesehen
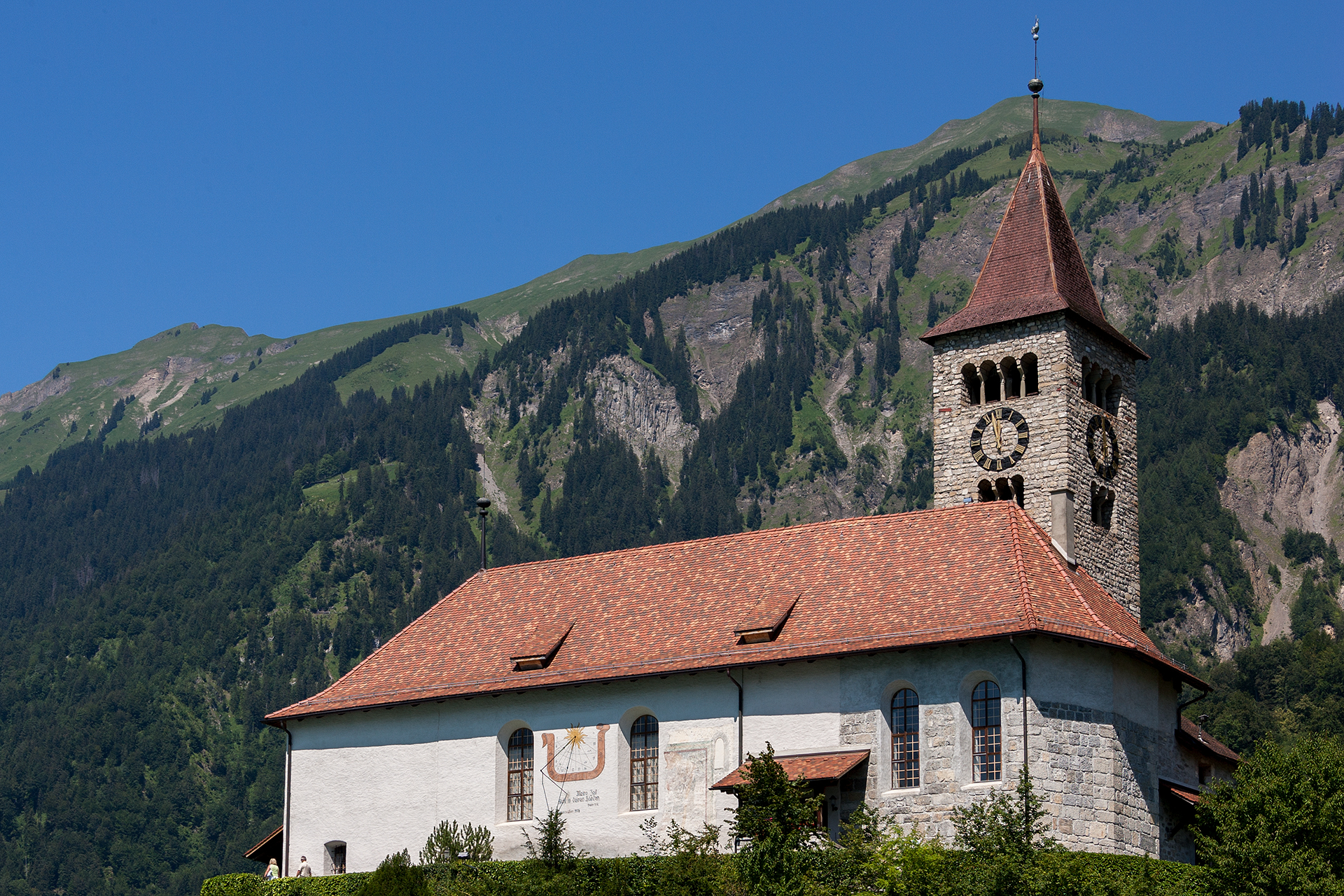
Reformierte Kirche Brienz
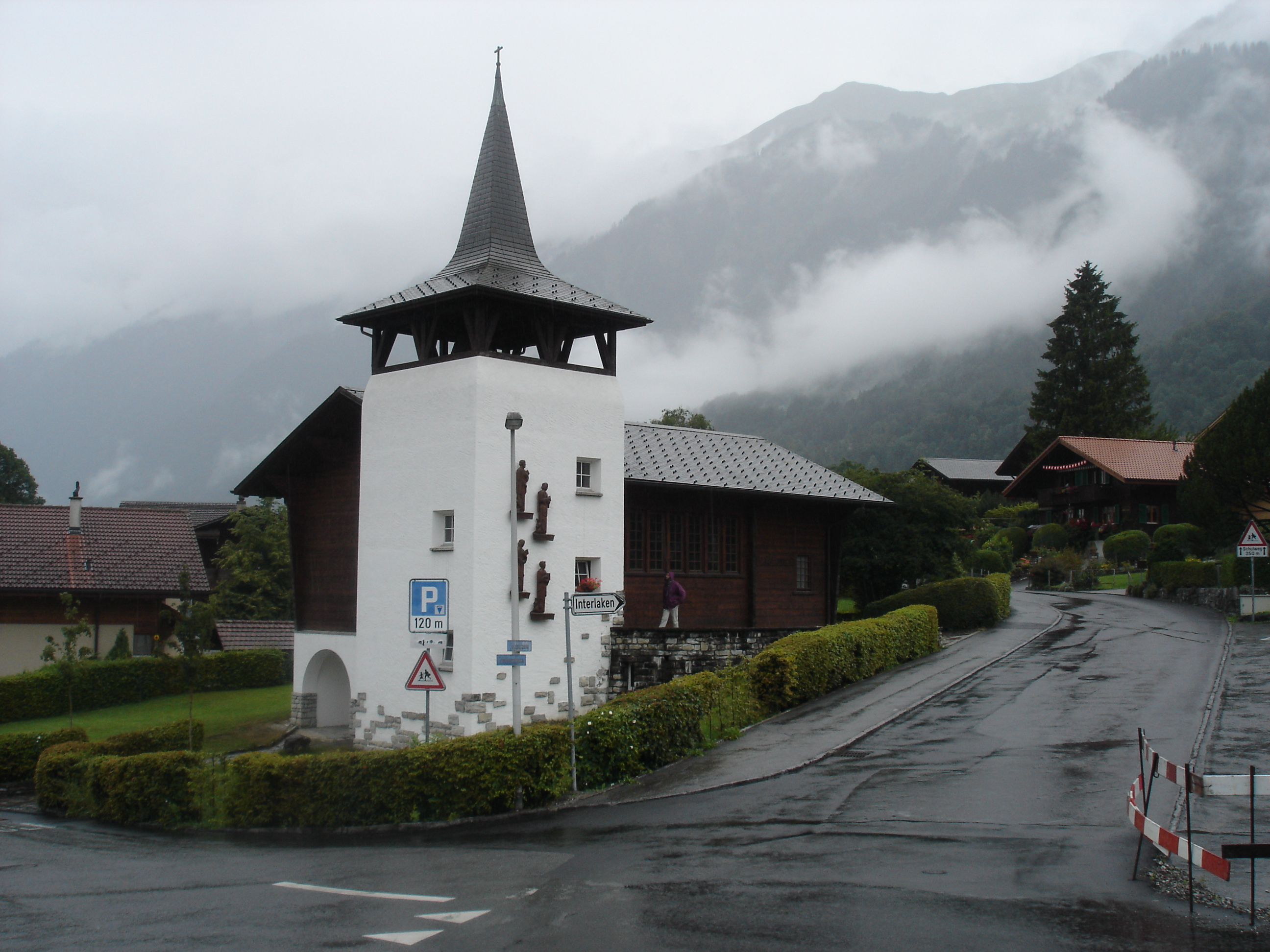
Katholische Kirche Brienz
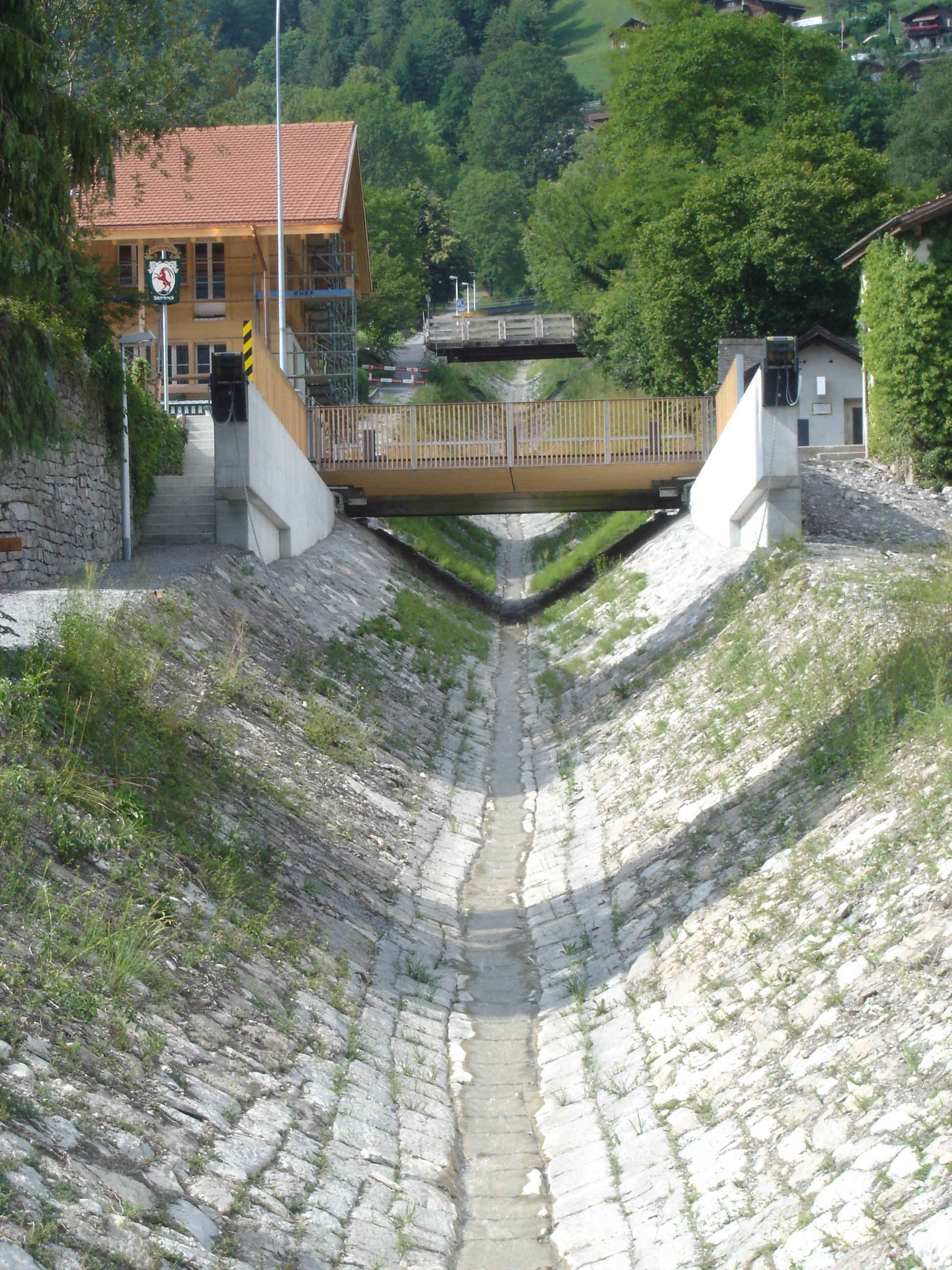
Trachtbach mit verschiebbarer Brücke
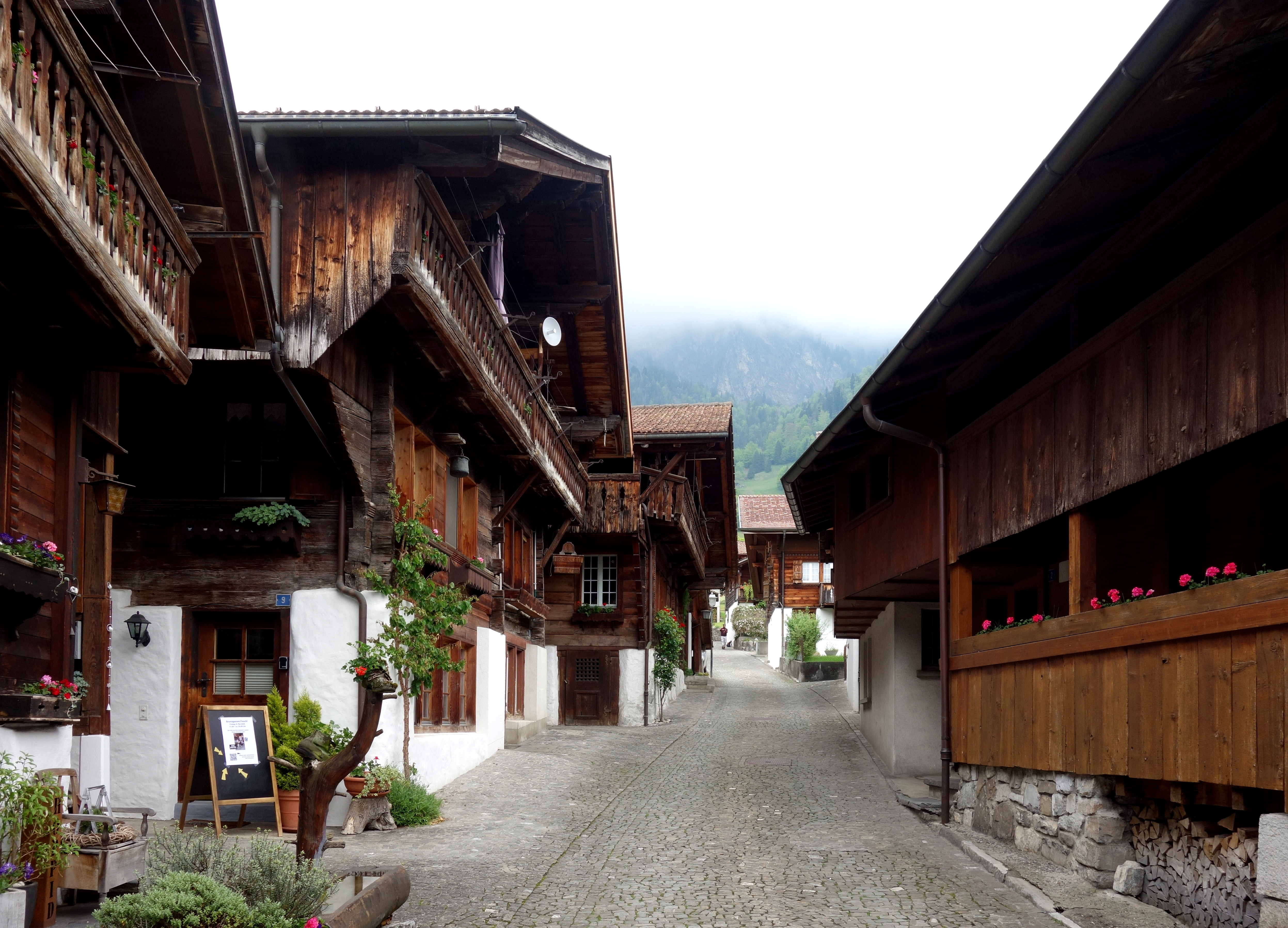
Brunngasse
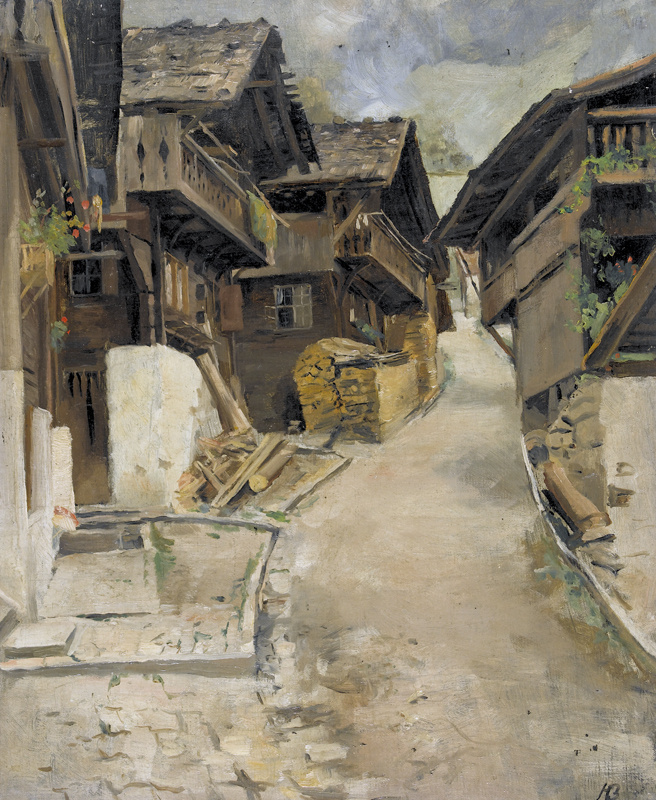
Gemälde der Brunngasse
Flugaufnahme 1956

## Persönlichkeiten

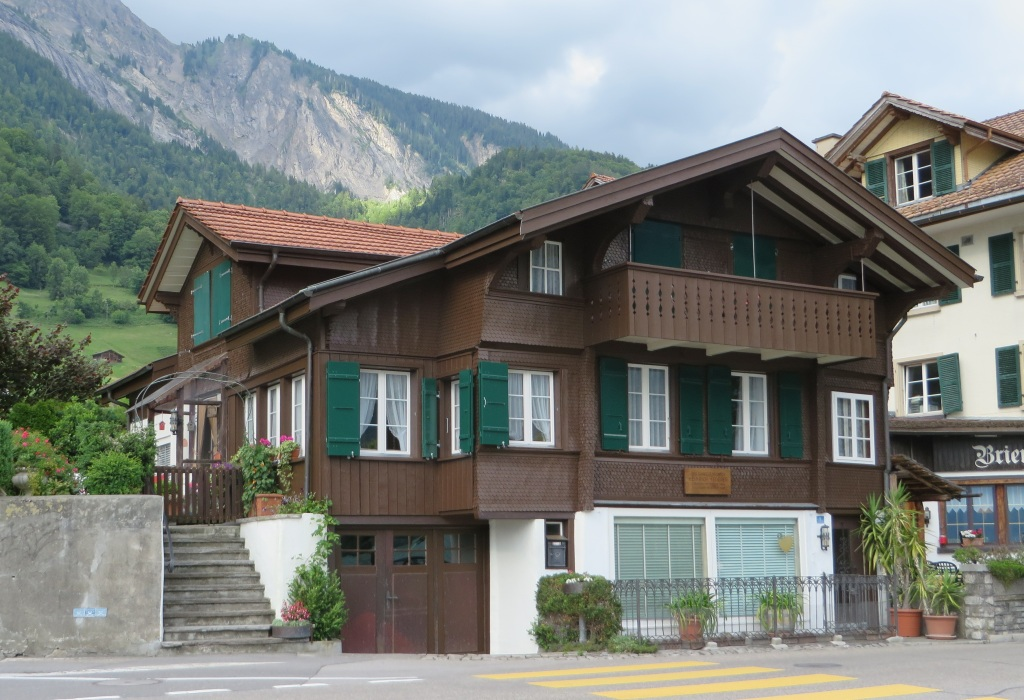
Geburtshaus von Heinrich Federer, Hauptstrasse 9

- Elisabetha Grossmann (1795–1858), Schifferin auf dem Brienzersee
- Oswald Wirth (1860–1943), Ministerialbibliothekar in Paris und freimaurerischer Schriftsteller
- Heinrich Federer (1866–1928), Heimatschriftsteller
- Paul Wyss (1875–1952), Maler, Zeichner, Grafiker und Kunstgewerbelehrer
- Hans Huggler-Wyss (1877–1947), Holzbildhauer
- Gottlieb Franz Schneiter (1884?–1958), Turbinenbauer und Unternehmer in Škofja Loka
- Arnold Huggler (1894–1988), Bildhauer
- Albert Streich (1897–1960), Mundartdichter
- Ernst Kofler-Truniger (1903–1990), Kaufmann, Kunstsammler und Händler
- Arthur Gander (1909–1981), Präsident der Fédération Internationale de Gymnastique[25]
- Peter Heusser (* 1950), Mediziner und Hochschullehrer
- Peter Zumbrunn (* 1970), Politiker und ehemaliger Gemeinderatspräsident
- Marc A. Trauffer (* 1979), Mundart-Popsänger und Unternehmer
- Sven Michel (* 1988), Curler, Europa- und Weltmeister
- Ilira Gashi (* 1994), Sängerin und Songwriterin